# Уайтхорс
Уа́йтхорс (англ. Whitehorse [ˈwaɪt.hɔrs] — «белая лошадь») — столица и крупнейший населённый пункт канадской территории Юкон.
Население города составляет 25 085 человек (2016), это примерно 70 % от всего населения Юкона.

## История
Как свидетельствуют археологические раскопки, территория нынешнего Уайтхорса до прибытия белых не имела постоянного населения, но в тёплое время года посещалась индейцами с целью охоты и рыболовства.
История освоения Уайтхорса, как и всего Юкона, тесно связана с «Клондайкской золотой лихорадкой». Поселение было основано в 1898 году. В 1900 году было закончено строительство железной дороги WP&YR, соединившей Уайтхорс с морским портом Скагуэй (Аляска).
Название города происходит от названия порогов на реке Юкон. Джек Лондон описывает эти пороги так:
Каменная гряда отклоняла здесь стрежень порожистой реки к правому берегу. Мощная масса воды устремлялась в узкий
проход между грядой и берегом, неистово вздымая огромные пенистые волны. Смертоносная грива Белой Лошади собирала с проезжающих ещё более богатую дань мертвецами. 
Золотоискатели, исследовавшие окрестности в поисках золота, нашли неподалёку от города месторождения меди, которые разрабатываются и поныне.
В 1942 году американскими военными с целью обезопасить снабжение Аляски от угрозы со стороны Японии была построена Аляскинская трасса, прошедшая через Уайтхорс.
В 1950 году был утверждён городской устав. 1 августа 1953 года в Уайтхорс была перенесена из Доусона столица Территории Юкон.

## География и климат
Уайтхорс расположен в южной части Территории Юкон, недалеко от пересечения реки Юкон и Аляскинской трассы. Высота над уровнем моря в пределах городских границ сильно различается — от 670 метров (уровень реки) до 1702 метров (вершины гор, находящихся в городской черте). Пороги на Юконе, некогда давшие название городу, в настоящее время затоплены водохранилищем ГЭС.
Город расположен в зоне субарктического климата, но влияние эффекта дождевой тени от Берегового хребта делает климат сухим и достаточно комфортным для человека.
| Показатель                    | Янв.  | Фев.  | Март  | Апр.  | Май   | Июнь | Июль | Авг. | Сен.  | Окт.  | Нояб. | Дек.  | Год   |
| ----------------------------- | ----- | ----- | ----- | ----- | ----- | ---- | ---- | ---- | ----- | ----- | ----- | ----- | ----- |
| Абсолютный максимум, °C       | 9     | 11,7  | 11,7  | 20,6  | 34,1  | 34,4 | 32,8 | 31,6 | 26,7  | 18,9  | 11,7  | 9,5   | 34,4  |
| Средний суточный максимум, °C | −13,3 | −8,6  | −0,8  | 6,4   | 13,1  | 18,5 | 20,5 | 18,5 | 12,2  | 4,3   | −5,8  | −10,6 | 4,5   |
| Средняя температура, °C       | −17,7 | −13,7 | −6,6  | 0,9   | 6,9   | 11,8 | 14,1 | 12,5 | 7,1   | 0,6   | −9,4  | −14,9 | −0,7  |
| Средний суточный минимум, °C  | −22   | −18,7 | −12,3 | −4,6  | 0,7   | 5,1  | 7,7  | 6,3  | 2     | −3,1  | −13   | −19,1 | −5,9  |
| Абсолютный минимум, °C        | −52,2 | −51,2 | −40,6 | −29,4 | −11,7 | −2,8 | −0,5 | −4,4 | −19,4 | −31,1 | −40,6 | −47,8 | −52,2 |
| Норма осадков, мм             | 16,7  | 11,4  | 10,4  | 7     | 15,2  | 30,3 | 41,4 | 39,4 | 34,1  | 23,8  | 19,2  | 18,5  | 267,4 |
| Источник: Environment Canada  |       |       |       |       |       |      |      |      |       |       |       |       |       |

## Население
По данным переписи 2011 года, в Уайтхорсе проживало 23 276 человек, средний возраст которых составлял 37,1 года. Около 20 тысяч горожан общаются дома на английском языке, чуть больше 1 тысячи — на французском, более 300 — на немецком.
Свыше 90 % жителей — потомки выходцев из Европы. В городе имеются филиппинская (около 400 человек) и китайская (примерно 200 человек) общины. Также в городе проживает около 40 русских.
Уровень преступности в Уайтхорсе очень высок, в 3 раза выше средних показателей по стране.
Уайтхорс представлен в Юконском территориальном собрании 10 депутатами из 19.

## Экономика
Уайтхорс был обязан своим возникновением золотой лихорадке, затем экономический рост города поддерживала разработка месторождений меди в его окрестностях. Сегодня эти месторождения практически истощились, и большинство горожан заняты в государственном секторе (федерального, территориального и муниципального уровней).
Частный сектор опирается на сферу услуг, туризм, торговлю и обслуживание транспорта, следующего по Аляскинской трассе. Уайтхорс является центром снабжения асбестовых и полиметаллических рудников, расположенных к северу и западу от него.
Здесь Юконская пивоваренная компания варит Yukon Gold, самое продаваемое на Юконе разливное пиво.
Недалеко от города расположен тренировочный центр канадской армии.

## Достопримечательности
Юконский центр искусств — центр искусств и галерея, открыт в мае 1992 года.

## Транспорт
Город обслуживается Международным аэропортом им. Эрика Нильсена (IATA: YXY, ICAO: CYXY) с пассажирооборотом 230 тыс. человек в год (2009), из которого совершаются регулярные пассажирские рейсы в Ванкувер, Эдмонтон и Калгари, а также сезонные во Франкфурт-на-Майне. Аэропорт также обслуживает местные рейсы по северу Канады и на Аляску.

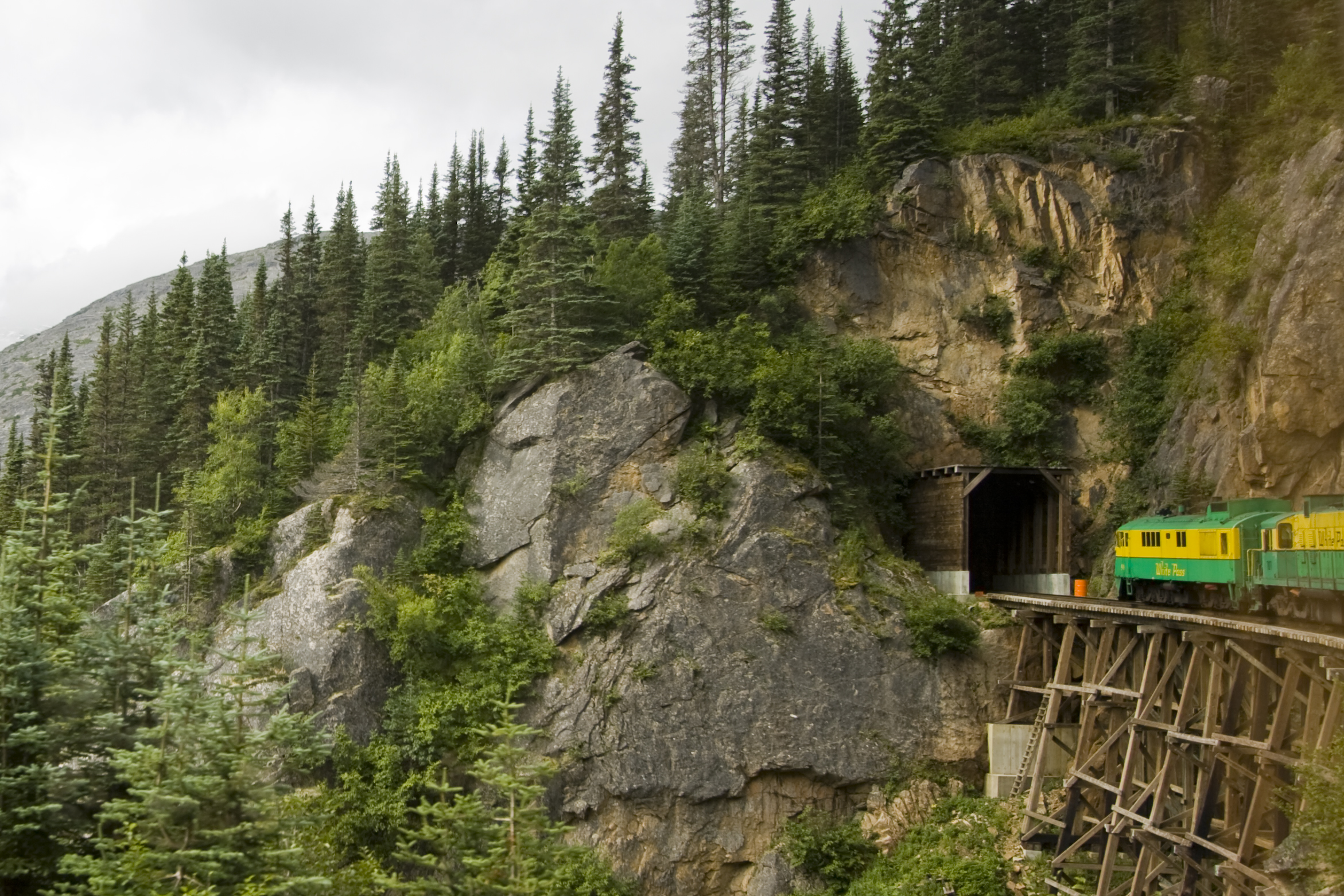
Поезд на WP&YR

Через Уайтхорс проходит автомагистраль, соединяющая Аляску с дорожной сетью Канады и США: трасса пересекает Юкон через мост Роберта Кэмпбела (Robert Campbell Bridge).
С 1900 по 1982 год город был связан железной дорогой WP&YR со Скагуэйем, морским портом на Аляске, но после истощения месторождений, руда с которых вывозилась по дороге, она была заброшена. В настоящее время обсуждается вопрос о восстановлении дороги и открытии движения туристических поездов.
Общественный транспорт представлен 6 автобусными маршрутами под управлением компании Whitehorse Transit (понедельник-суббота).

## Города-побратимы
- Джуно, США
- Патус-ди-Минас, Бразилия
- Усику, Япония
- Лансьё, Франция